# Bombardement de Sencholai
Le bombardement de Sencholai (également orthographié Senchcholai ou Chencholai) a eu lieu le 14 août 2006 lorsque l'armée de l'air srilankaise a bombardé ce qu'elle a qualifié de camp d'entraînement rebelle des Tigres de libération de l'Eelam tamoul (LTTE), tuant 53 écolières et 3 enseignants tamouls,. Le bilan reporté était initialement de 61 filles âgées de 16 à 18 ans,,,,,.
Sencholai avait été fondé en 1991 à Sandilipay (en), dans le district de Jaffna. Avant et après l'exode des Tamouls de la péninsule de Jaffna en 1995, les enfants de Sencholai avaient été déplacés au moins quatre fois. En 2006, Sencholai était situé à Vallipunam et à Kilinochchi. Un nouveau campus avait été inauguré le 15 janvier 2006 à Kilinochchi par le chef des LTTE Velupillai Prabhakaran.
Les LTTE, l'UNICEF, la Mission de surveillance au Sri Lanka (en) (SLMM) et l'UTHR (en) ont tous déclaré que ceux qui se trouvaient dans l'enceinte n'étaient pas des cadres des LTTE,,.

## Incident et réactions
Le gouvernement du Sri Lanka (en) a affirmé surveiller le site depuis 2004 et a affirmé qu'il s'agissait d'un camp d'entraînement et a clairement déclaré qu'il ne s'agissait pas d'une erreur ou d'une mauvaise cible.
L'assemblée de l'État du Tamil Nadu en Inde a adopté une résolution qualifiant l'attentat à la bombe de l'orphelinat de Sencholai de « non civilisé, barbare, inhumain et atroce ».
L'organisation de défense des droits humains UTHR a signalé que les LTTE avaient organisé ce cours de premiers secours et que ces enfants n'étaient pas des enfants soldats. Il a en outre affirmé que ce camp était utilisé par les LTTE mais pas comme camp d'entraînement.
La porte-parole de l'ONU, Orla Clinton, a déclaré que des étudiants avaient été tués dans l'attaque et qu'ils semblaient avoir été des étudiants âgés de 16 à 18 ans, des étudiants de A-level (en), des régions de Kilinochchi et Mullaitivu, qui suivaient un cours de formation de deux jours.
L'Alliance nationale tamoule a condamné la frappe aérienne : « Cette attaque n'est pas simplement atroce et inhumaine - elle a clairement une intention génocidaire (en). C'est encore un autre exemple de terrorisme d'État effronté ».

### UNICEF
Le personnel de l'UNICEF d'un bureau voisin s'est immédiatement rendu sur place pour évaluer la situation et fournir du carburant et des fournitures pour l'hôpital, ainsi que des conseils aux étudiants blessés et aux familles endeuillées. Ann Margaret Veneman, directrice générale de l'UNICEF, a déclaré que « ces enfants sont des victimes innocentes de la violence » tandis que Joanne Van Gerpen de l'UNICEF a déclaré « pour le moment, nous n'avons aucune preuve qu'ils sont des cadres des LTTE ».

### SLMM
Le général de division à la retraite de l'armée suédoise, Ulf Henricsson (en), chef des contrôleurs nordiques de la trêve de la SLMM, a déclaré que son état-major n'avait pas fini de compter les morts et qu'il n'avait trouvé aucun signe d'installations ou d'armes militaires.

### Victimes
Le directeur de l'éducation du district de Kilinochchi, Thambirajah Kurukularajah (en), et le directeur de l'éducation du district de Mullaitivu, Pasupathy Ariyaratnam (en) ont confirmé les noms des écolières,.

### Gouvernement du Sri Lanka
Le porte-parole du gouvernement srilankais Keheliya Rambukwela et le brigadier Athula Jayawardene ont déclaré aux médias à Colombo que l'orphelinat était en fait un camp d'entraînement et de transit pour les cadres militaires du LTTE. Le camp, a souligné Jayawardene, ne ressemblait pas du tout à un orphelinat ou à une structure civile d'ailleurs. Rambukwela et Jayawardene ont fait valoir que, même si les victimes étaient des mineurs (moins de 18 ans) et des filles, il s'agissait de soldats ou de soldats en formation. Le gouvernement srilankais a refusé de condamner l'incident ou d'ordonner une enquête. Il a également montré aux journalistes, comme l'a rapporté Reuters, ce qui semblait être des images satellites de Tigres tamouls fuyant un camp d'entraînement peu après que les avions de chasse Kfir l'ont bombardé.
Cependant, un journaliste qui a visionné les enregistrements a déclaré : « il n'y avait rien dans les images que les journalistes pouvaient voir pour suggérer une activité militaire, sauf que l'endroit était isolé et qu'il y avait des arbres verts luxuriants dans le quartier. »
Le 1er septembre, la police srilankaise a déclaré avoir arrêté trois jeunes femmes - âgées de 18, 19 et 20 ans - qui, selon elle, ont été blessées lors de la frappe aérienne et ont ensuite été emmenées dans un hôpital du centre du Sri Lanka pour y être soignées. L'inspecteur général de la police, Chandra Fernando, a déclaré que les trois jeunes femmes ont toutes affirmé avoir été emmenées par un membre des Tigres tamouls dans un camp au plus profond du territoire rebelle pour une formation aux premiers secours, mais lorsqu'elles sont arrivées au camp, elles ont été forcées de suivre une formation sur les armes. Une commission d'enquête srilankaise dirigée par le juge Udalagama pour enquêter sur 16 affaires très médiatisées en matière de droits de l'homme, mais elle n'a pu terminer que 7 affaires avant d'être dissoute a disculpé le gouvernement sur la base des déclarations des trois filles arrêtées dont l'une est venue devant la commission et d'autres de l'hôpital, la troisième fille est décédée.

### Déclaration du Secrétariat du Nord-Est aux droits de l'homme
Le bombardement de Senchcholai a été reporté par le secrétariat du Nord-Est aux droits de l'homme (en) (NESOHR) créé le 9 juillet 2004 à Kilinochchi dans le cadre du processus de paix facilité par la Norvège en 2002 pour améliorer les droits de l'homme dans le nord-est du Sri Lanka.
« Dans le complexe de Senchcholai à Vallipunam, dans le district de Mullaithivu, des centaines d'étudiantes âgées de 17 à 20 ans se sont réunies le 10 août 2006 pour une semaine de formation en leadership et en secourisme destinée à préparer les étudiantes au leadership dans leur école et communauté pendant la guerre imminente.
Le 14 août 2006 vers 7 h 30, l'armée de l'air srilankaise a effectué un bombardement intensif. 52 étudiants et deux membres du personnel ont été tués. 130 étudiants ont été grièvement blessés. Beaucoup d'autres ont été légèrement blessés. Trois des filles blessées ont perdu une jambe et une autre fille a perdu un œil.
Trois autres filles blessées ont été envoyées par l'hôpital de Mullaithivu à Kandy pour y être soignées. Le Département srilankais d'Enquête sur le Terrorisme (TID) a immédiatement mis les trois filles blessées en état d'arrestation. Les trois filles ont finalement été innocentées et ont été amenées à l'hôpital de Vavuniya pour retourner chez elles lorsque l'une des filles blessées [Thambimuttu Thayalini] est décédée. Les deux autres filles ont été immédiatement ramenées à l'hôpital de Kandy. Finalement, les allées et venues des deux filles [Kasthuri Sripathy et Sumithra Balasingham] sont devenues mystérieuses, sauf que leurs parents ont été autorisés à rencontrer les filles à des endroits convenus à l'avance. Les parents des filles restent perplexes quant à la détention des deux filles sans inculpation pendant près de deux ans. »